# 113 fout la merde
Albums de 113
Les princes de la ville
(1999) 113 Degrés
(2005)
113 fout la merde est le deuxième album studio du 113 sorti le 12 mars 2002. L'album a atteint la septième place dans les charts français, reste classé 17 semaines et est certifié disque d'or. Ayant connu un succès moindre que Les princes de la ville, l'album sera réédité un an après sous le nom de 113 dans l'urgence où 6 morceaux de l'album ont été remplacés par 7 nouveaux morceaux, incluant le titre 10 minutes chrono qui est issu de la bande originale du film Taxi 3.

## Liste des titres
| 1.    | Danger - Intro                                      | 1:07 |
| 2.    | De l'autre côté de la rue                           | 4:15 |
| 3.    | Traffic (feat Daddy Mory)                           | 3:48 |
| 4.    | Le guide du loubard                                 | 5:13 |
| 5.    | Les Bronzés                                         | 4:15 |
| 6.    | Pas de parole en l'air                              | 1:14 |
| 7.    | 113 fout la merde (feat Thomas Bangalter)           | 3:55 |
| 8.    | 10ème bougie                                        | 4:15 |
| 9.    | Désert                                              | 1:24 |
| 10.   | On roule, on rode (feat Don Choa et Le Rat Luciano) | 4:38 |
| 11.   | La Familia                                          | 4:18 |
| 12.   | Assoce de... (feat Karlito et Rohff)                | 3:28 |
| 13.   | Militant                                            | 3:46 |
| 14.   | Remerciements - Outro                               | 2:11 |
| 15.   | 37°2 - Bonus Track                                  | 2:31 |
| 49:53 |                                                     |      |

## 113 dans l'urgence (Réédition)
| 1.      | À l'échelle du monde [Inédit]                                         | 4:49 |
| 2.      | Au summum [Inédit]                                                    | 4:51 |
| 3.      | Traffic (feat. Daddy Mory)                                            | 3:47 |
| 4.      | Banlieue [Inédit] (feat. Booba)                                       | 3:19 |
| 5.      | 10ème bougie                                                          | 4:15 |
| 6.      | De l'autre coté de la rue                                             | 4:16 |
| 7.      | Clando [Inédit] (feat. Cheb Mami)                                     | 3:20 |
| 8.      | Le guide du loubard                                                   | 5:14 |
| 9.      | Assoce de... (feat. Karlito et Rohff)                                 | 3:28 |
| 10.     | La Familia                                                            | 4:18 |
| 11.     | Voix du Mali [Inédit] (feat. Oumou Sangaré)                           | 5:30 |
| 12.     | On roule, on rôde (feat. Don Choa et Le Rat Luciano)                  | 4:38 |
| 13.     | Militant                                                              | 3:46 |
| 14.     | 10 minutes chrono [Inédit Taxi 3]                                     | 4:13 |
| 15.     | 113 fout la merde (feat. Thomas Bangalter)                            | 3:54 |
| 16.     | On roule, on rôde - Remix [Inédit] (feat. Don Choa et Le Rat Luciano) | 4:42 |
| 1:00:08 |                                                                       |      |

## Accueil commercial
Il est certifié disque d’or en 1 mois.

### Certifications et ventes
| Région        | Certification | Ventes/Streams |
| ------------- | ------------- | -------------- |
| France (SNEP) | Or            | 200 000        |